# Ormosia scandens
Ormosia scandens är en ärtväxtart som beskrevs av David Prain. Ormosia scandens ingår i släktet Ormosia och familjen ärtväxter. Inga underarter finns listade i Catalogue of Life.